# 17 de Octubre
17 de Octubre är en ort i Mexiko.   Den ligger i kommunen Huatabampo och delstaten Sonora, i den västra delen av landet, 1 400 km nordväst om huvudstaden Mexico City. 17 de Octubre ligger 4 meter över havet och antalet invånare är 590.
Terrängen runt 17 de Octubre är mycket platt. Runt 17 de Octubre är det ganska tätbefolkat, med 67 invånare per kvadratkilometer. Närmaste större samhälle är Huatabampo, 6,7 km nordost om 17 de Octubre. Trakten runt 17 de Octubre består till största delen av jordbruksmark.